# 젠 V
《젠 V》(영어: Gen V) 또는 《더 보이즈: 젠 V》(영어: The Boys: Gen V)는 아마존 프라임 비디오에서 2023년 9월부터 방영된 미국의 슈퍼히어로 드라마이다. 드라마 《더 보이즈》의 스핀오프 작품이다.